# Hirvijärvi (sjö i Finland, Södra Savolax, lat 62,13, long 26,33)
Hirvijärvi är en sjö i Finland. Den ligger i kommunen Kangasniemi i landskapet Södra Savolax, i den södra delen av landet, 230 km norr om huvudstaden Helsingfors. Hirvijärvi ligger 151,1 meter över havet. I omgivningarna runt Hirvijärvi växer i huvudsak blandskog. Arean är 67,9 hektar och strandlinjen är 5,51 kilometer lång. Sjön  ingår i Kymmene älvs huvudavrinningsområde. 